# Gare d'Étigny - Véron
La gare d'Étigny - Véron est une gare ferroviaire française de la ligne de Paris-Lyon à Marseille-Saint-Charles, située au bourg, sur le territoire de la commune d'Étigny, à proximité de Véron, dans le département de l'Yonne, en région Bourgogne-Franche-Comté.
C'est une halte voyageurs de la Société nationale des chemins de fer français (SNCF), desservie par des trains TER Bourgogne-Franche-Comté.

## Situation ferroviaire
Établie à 76 mètres d'altitude, la gare d'Étigny - Véron est située au point kilométrique (PK) 120,199 de la ligne de Paris-Lyon à Marseille-Saint-Charles, entre les gares de Sens et de Villeneuve-sur-Yonne.

## Histoire
Lors de l'ouverture de la section de Paris à Tonnerre le 12 août 1849, il n'y a pas de stations à Étigny ; il faudra attendre quelques années. L'expropriation des terrains est validée le 1er août 1885.

## Service des voyageurs

### Accueil
Halte SNCF, c'est un point d'arrêt non géré (PANG) à entrée libre.

### Desserte
Étigny - Véron est desservie par des trains TER Bourgogne-Franche-Comté qui effectuent des missions entre Auxerre, Laroche - Migennes et la Gare de Lyon à Paris.

### Fréquentation
Selon les comptages annuels effectués par la SNCF, la fréquentation de la gare depuis 2015 a ainsi évolué :
| Année     | 2015  | 2016  | 2017  | 2018  | 2019  | 2020  | 2021  | 2022  | 2023  |
| --------- | ----- | ----- | ----- | ----- | ----- | ----- | ----- | ----- | ----- |
| Voyageurs | 7 684 | 6 936 | 6 285 | 4 868 | 7 273 | 4 663 | 5 224 | 7 022 | 7 821 |

### Intermodalité
Un parking y est aménagé dans son environnement proche.